# Anleiterbereitschaft
Die Anleiterbereitschaft ist eine spezielle Taktik der Feuerwehr an Brandstellen zur Sicherstellung eines zweiten Rettungs- und Rückzugsweges für die Selbstrettung vorgehender Atemschutzgeräteträger, wenn sich Einsatzkräfte in Gefahrenbereichen oberhalb des ebenerdig zugänglichen Bereiches befinden.
Grundsätzlich fällt jede Maßnahme, bei der Leitern zur Sicherstellung eines Rückzugweges in Bereitstellung gebracht werden, unter den Begriff Anleiterbereitschaft. Hierzu werden je nach Lage Drehleitern und tragbare Leitern am betroffenen Objekt so in Stellung gebracht, dass im Bedarfsfall ihre sofortige Benutzung möglich ist.
Die Anleiterbereitschaft findet nicht nur beim Wohnungsbrand Anwendung, sondern auch bei Kellerbränden in großen Objekten kann durch das Einstellen von tragbaren Leitern in Lichtschächte ein Rückzugsweg geschaffen werden. Bei Einsätzen in Prozessanlagen in der chemischen Industrie kann es ebenfalls notwendig werden, einen Rückzugsweg zu schaffen.